# Techwitz (Adelsgeschlecht)

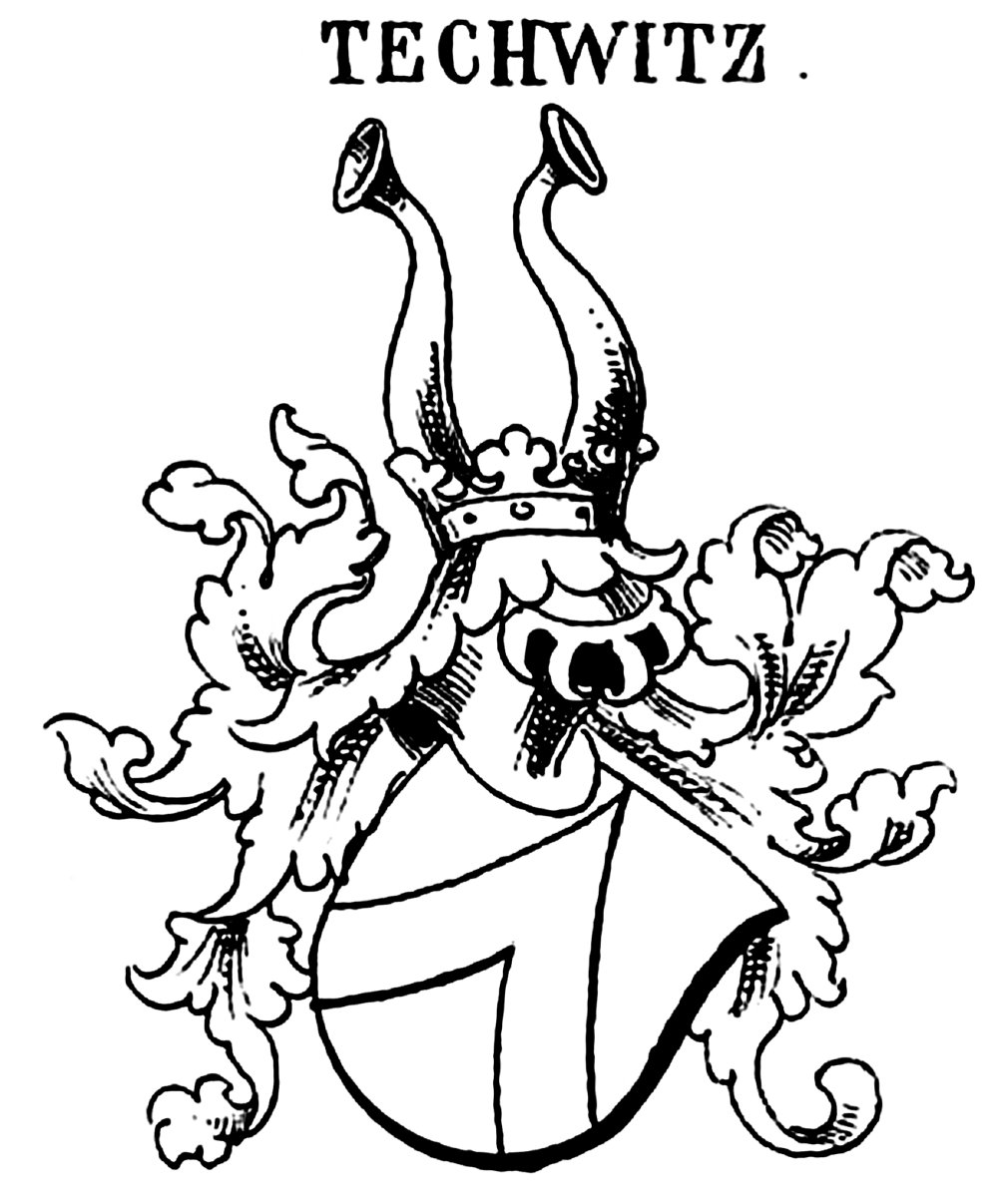
Wappen derer von Techwitz

Die von Techwitz oder auch Teichwitz waren ein adliges thüringisches Geschlecht mit Stammsitz Techwitz bei Zeitz.

## Geschichte
Das Adelsgeschlecht wurde urkundlich erstmals mit nobilis Eckbert von Techwitz in einer bischöflich-naumburgischen Urkunde von 1163 genannt.
Mit Christian von Techwitz auf Dragsdorf (heute zur Gemeinde Schnaudertal bei Zeitz gehörig) im 18. Jahrhundert erloschen.

## Besitzungen
- Köstritz (1388), Urkunde vom 1. October 1388, Heinrich, Herr von Gera, verleiht der Ylse, Gemahlin Bertholds von Techwitz, dessen halbes Vorwerk zu Köstritz als Leibgedinge (lebenslängliche Versorgung).[1]
- Neumark (bei Weimar) (1622–1640),
- Ballstedt 1633,
- Beutnitz,
- Frohburg,
- Kössern (Rittergut Kössern)[2]
- Münchhofen,
- Gelmannsdorf,
- Stetten,
- Warta.
- Dragsdorf (heute zur Gemeinde Schnaudertal bei Zeitz gehörig)

## Persönlichkeiten
- Johann von Techwitz, 1400 Vogt der Neumark
- Berthold von Techwitz († 1495), Grundbesitzer in Beutnitz
- Dietrich von Techwitz, Jurastudium in Leipzig und Bologna, 1503 Kanzler des Bistums Meißen, kursächsischer Gesandter auf Reichstagen, 1521 Assessor des Nürnberger Reichskammergerichts[3]:124
- Johann von Techwitz, 1511 Vikar und ab 1512 Kanoniker in Wurzen, 1517 Kanoniker in Bautzen[3]:124
- Karl von Techwitz (1515), Grundbesitzer in Beutnitz
- Nickel von Techwitz, Amtmann von Plauen (1525–1527)

## Wappen
Blasonierung: Der Schild zeigt einen Sparren. Auf dem Helm befinden sich zwei Büffelhörner. Wappenverwandt mit den von Metzsch und von Pölnitz.